# Tyran à croupion blanc
Sirystes albocinereus
Espèce
Statut de conservation UICN

 LC  : Préoccupation mineure
Le Tyran à croupion blanc (Sirystes albocinereus) est une espèce de passereaux de la famille des Tyrannidae. Auparavant considéré comme conspécifique avec le Tyran siffleur (Sirystes sibilator), il est classé comme une espèce à part entière depuis les travaux de Donegan publiés en 2013,.

## Distribution
Cet oiseau vit dans une zone allant de l'ouest du Venezuela et de l'est de la Colombie vers le sud jusqu'au sud-ouest du Brésil et au nord-ouest de la Bolivie,,.

## Systématique
Cette espèce est monotypique selon la classification de référence du Congrès ornithologique international (version 9.1, 2019).